# Камен (Добрицька область)
Ка́мен (болг. Камен) — село в Добрицькій області Болгарії. Входить до складу общини Добричка.

## Населення
За даними перепису населення 2011 року у селі проживали 154 особи.
Національний склад населення села:
| Національність   | Кількість осіб | Відсоток |
| ---------------- | -------------- | -------- |
| турки            | 65             | 42,5%    |
| цигани           | 51             | 33,3%    |
| болгари          | 37             | 24,2%    |
| інша             | 0              | 0%       |
| не визначились   | 0              | 0%       |
| Всього відповіли | 153            |          |

Розподіл населення за віком у 2011 році:
Динаміка населення: